# Тастин (Калифорнија)
Тастин (енгл. Tustin) град је у америчкој савезној држави Калифорнија. По попису становништва из 2010. у њему је живело 75.540 становника.

## Демографија
Према попису становништва из 2010. у граду је живело 75.540 становника, што је 8.036 (11,9%) становника више него 2000. године.
| Група             | 2000.          | 2010.          |
| Белци             | 30.264 (44,8%) | 26.317 (34,8%) |
| Афроамериканци    | 1.970 (2,9%)   | 1.722 (2,3%)   |
| Азијати           | 10.058 (14,9%) | 15.299 (20,3%) |
| Хиспаноамериканци | 23.110 (34,2%) | 30.024 (39,7%) |
| Укупно            | 67.504         | 75.540         |